# ホセ・アントニオ・サルドゥア
サルドゥア（スペイン語: Zaldua）ことホセ・アントニオ・サルドゥア・ウルダナビア（スペイン語: José Antonio Zaldúa Urdanavia、1941年12月15日 - 2018年6月30日）はスペイン・ナバーラ県バスタンのエリソンド地区出身のサッカー選手。スペイン代表だった。ポジションはFW。

## 経歴

### クラブ
1941年にバスク地方のナバーラ県バスタンのエリソンド地区に生まれた。ユース時代はナバーラ県パンプローナのCD Oberenaとバリャドリード県バリャドリードのレアル・バリャドリードでプレーした。
1960年にプリメーラ・ディビシオン（1部）のレアル・バリャドリードからデビューし、チームはセグンダ・ディビシオン（2部）に降格したものの、自身は28試合で11得点を挙げた。1961年にFCバルセロナに移籍した。1962-63シーズンはリーグ戦でチームトップの10得点した。リーグ戦は6位だったが、コパ・デル・ヘネラリシモで優勝した。1964-65シーズンの後半にはセグンダ・ディビシオンに在籍していた地元のCAオサスナにレンタル移籍している。
FCバルセロナでは10シーズンを過ごし、1962-63シーズン・1967-68シーズン・1968-69シーズンの3シーズンで二桁得点を挙げた。10シーズンでリーグ戦計146試合に出場して61得点を挙げたが、リーグ優勝は経験していない。1971年には同じプリメーラ・ディビシオンのCEサバデルに移籍したが、CEサバデルは1971-72シーズン終了後にセグンダ・ディビシオン（2部）に降格した。CEサバデルは1974-75シーズン終了後にテルセーラ・ディビシオン（当時3部）への降格が決定し、サルドゥアは1975年に現役引退した。
2018年6月30日、カタルーニャ州バルセロナ県サン・アンドレウ・ダ・リャバネラスで死去した。

### 代表
スペインB代表を経て、1961年にはスペイン代表デビューした。スペイン代表では1963年までに3試合に出場して無得点だった。サルドゥアは出場しなかったが、スペイン代表は自国開催の1964 欧州ネイションズカップで初優勝している。

## 所属クラブ
- 1960-1961  レアル・バリャドリード
- 1961-1971  FCバルセロナ

1965 → CAオサスナ（レンタル移籍）
- 1971-1975  CEサバデル

## タイトル
- FCバルセロナ
コパ・デル・ヘネラリシモ : 1962-63, 1967-68, 1970-71
インターシティーズ・フェアーズカップ : 1965-66